# Lambert de Saragossa
Lambert de Saragossa (mort a Saragossa, s. VIII?) va ésser un màrtir decapitat per la seva fe cristiana, venerat com a sant per l'Església catòlica. Habitualment s'ha pensat que havia mort màrtir durant les persecucions de Dioclecià al començament del segle iv, però el fet que el seu nom sigui d'origen germànic i no sigui esmentat per Aureli Climent Prudenci, Eugeni de Toledo ni a les Acta de martyribus Caesaraugustanis fa pensar que el seu martiri fos posterior, probablement durant la dominació musulmana (segles VIII-XI).

## Llegenda

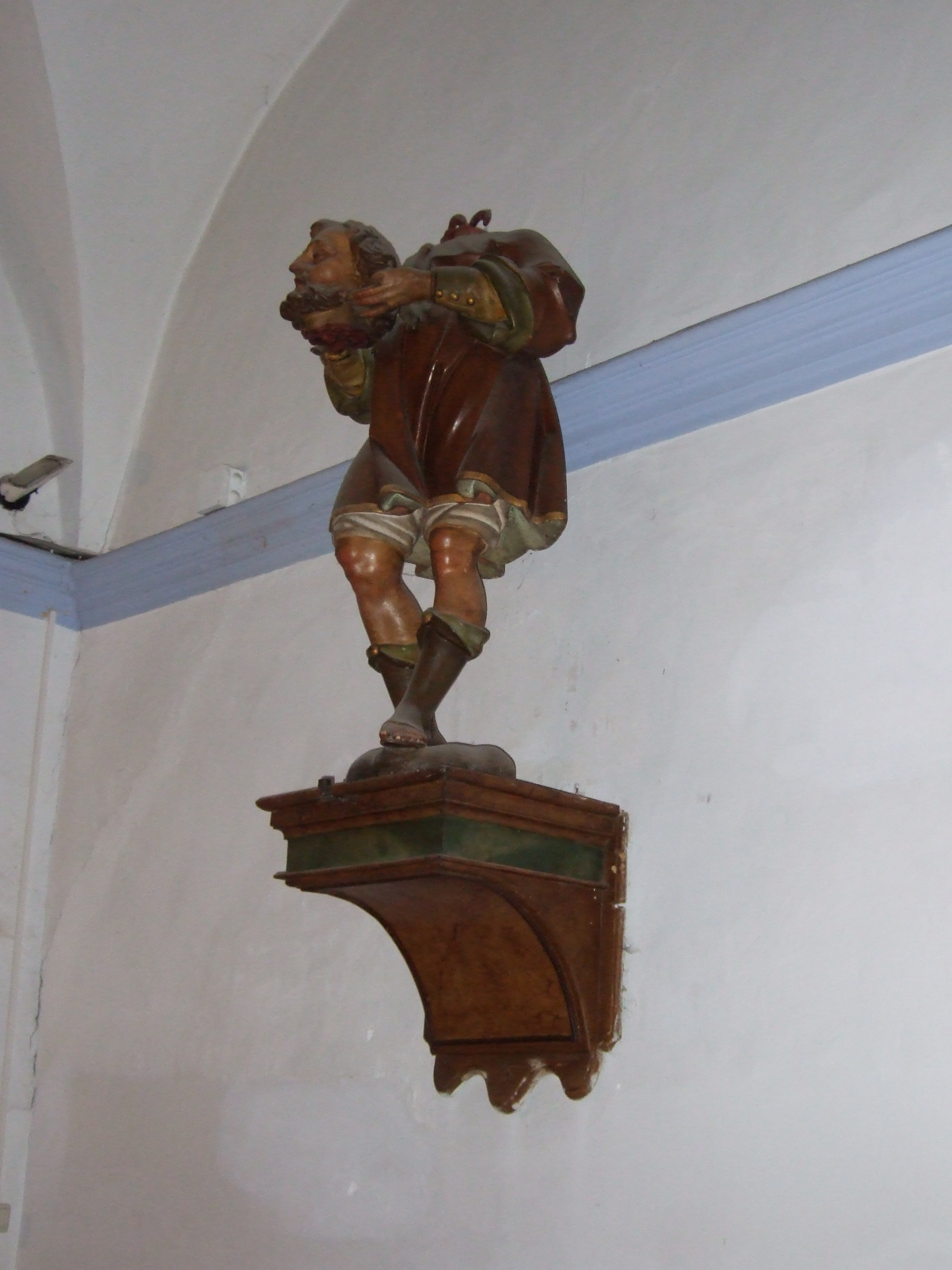
Talla a San Juan el Real de Calatayud

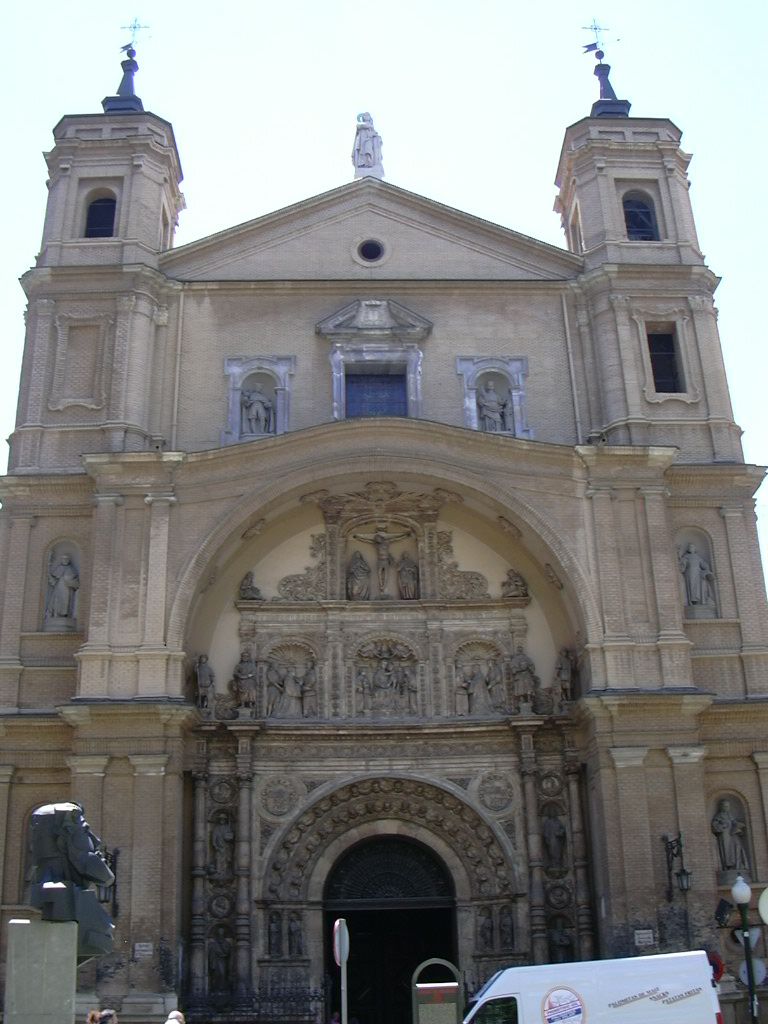
Façana de Santa Engracia (Saragossa) on hi ha les relíquies del sant

El breviari saragossà recull des del segle xv els detalls de la llegenda tradicional. Segona ella, Lambert era pagès i servent d'un amo infidel que el va obligar a abjurar del cristianisme. En negar-s'hi, Lambert fou decapitat pel seu amo; llavors tingué lloc el prodigi que el sant va prendre el cap, ja tallat, amb les mans i va començar a caminar seguint els seus bous, fins a arribar a lloc on hi havia sebollits els cossos dels Màrtirs de Saragossa, on es deixà caure i fou enterrat.

## Veneració
El fet d'ésser enterrat amb els màrtirs del segle IV va fer que s'acabés assimilant la seva vida i martiri a la mateixa època. El fet que el papa electe Adrià VI passés en 1522 per Saragossa va revifar el culte a Lambert. Adrià VI era d'Utrecht, ciutat que té com a patró Sant Lambert de Lieja, també màrtir al segle vii, per la qual cosa visità la cripta i el sepulcre de Lambert de Saragossa, fent-hi missa i portant a Roma algunes relíquies.
Com que era pagès, els camperols de Saragossa li retien culte com a patró, constituint una confraria dedicada al sant i fent processons el dia de la seva festa, al juny.